# Max Ehrmann
Max Ehrmann (Terre Haute,  Indiana, 26 september 1872 – 9 september 1945) was een Amerikaans schrijver, dichter en advocaat. 
Tijdens zijn leven werd hij nooit bekend, maar na zijn dood werd hij vooral geroemd om zijn tekst uit 1927 met als titel Desiderata (Latijn voor gewenste dingen). Hij schreef dikwijls over spirituele thema's.

## Biografie
Ehrmann was van Duitse afkomst. Zijn beide ouders emigreerden in de jaren 1840 uit Beieren. De jonge Ehrmann werd opgeleid aan de Terre Haute Fourth District School en in de German Methodist Church. Hij behaalde een diploma Engels aan de DePauw University in Greencastle, Indiana, alwaar hij studeerde tussen 1890 en 1894. Tijdens zijn studie was hij lid van Delta Tau Delta's Beta Beta chapter en gaf hij het schooltijdschrift Depauw Weekly uit. Ehrmann studeerde daarna nog filosofie en recht aan de Harvard University. Ook daar was hij uitgever van het landelijke tijdschrift The Rainbow van Delta Tau Delta (circa 1896).

## Carrière
Ehrmann keerde terug naar zijn geboortestad, Terre Haute, Indiana in 1898 om rechten te beoefenen. Hij was twee jaar lang 'deputy state's attorney' (een soort van adjunct-procureur) in Vigo County, Indiana. Daarna ging hij aan de slag in het familiebedrijf (vleesverpakking) en werd hij actief in de productie van werkkledij. Vanaf zijn veertigste stopte Ehrmann met zaken doen en ging hij schrijven. Op zijn 54e schreef hij Desiderata, dat pas grote bekendheid verwierf lang na zijn dood. 
Desiderata is een gekend werkstuk dat dikwijls niet aan Max Ehrmann gelinkt wordt maar wel aan de 'Old Saint-Paul's Church' in Baltimore. De voorganger in deze kerk vermenigvuldigde de tekst van Ehrmann veelvuldig en plaatste de tekst onder een hoofding van de kerk met plaatsnaam en stichtingsdatum (1692) van de kerk erbij. De naam van Ehrmann werd niet toegevoegd. Op die manier kreeg Ehrmanns Desiderata een aura van oudheid. Vele mensen dachten immers dat de tekst uit 1692 stamde en gevonden werd in de Old Saint-Paul's Church in Baltimore. Het is ook op deze manier, met deze foute bronvermelding, dat de tekst in diverse mooie uitgaven en zelfs affiches gereproduceerd werd.
De tekst van Ehrmann kreeg volgens diverse bronnen in Amerika nationale bekendheid omdat hij zou teruggevonden zijn in 1965 op het bedtafeltje van de stervende Adlai Stevenson II, een democratisch politicus en meermaals presidentskandidaat (hij moest het telkens afleggen tegen Dwight D. Eisenhower). Stevenson zou de tekst hebben willen reproduceren op zijn kerstkaarten. Die versie strookt echter niet met het officiële verhaal van diens overlijden op 14 juli 1965 in Londen. 
Ehrmann kreeg een dokterstitel in de letteren van de DePaul University in 1937. Hij stierf in 1945. Ehrmann werd begraven in Highland Lawn Cemetery in Terre Haute, Indiana. Sinds 2010 prijkt er een levensgroot bronzen beeld (van de beeldhouwer Bill Wolfe) in Terre Haute. Hij werd afgebeeld zittende op een bank het centrum, met een pen in de hand en een notitieboekje op zijn schoot. Het woord 'Desiderata' werd gegraveerd op een pancarte naast het beeld en de zinnen van het werkstuk werden aangebracht op het pad ernaartoe.